# Auburn (Georgia)
Auburn – miasto w Stanach Zjednoczonych, w stanie Georgia, w hrabstwie Barrow.